# A. H. Tammsaare puiestee
Le boulevard A. H. Tammsaare (estonien : A. H. Tammsaare puiestee) est une rue de Pärnu en Estonie.

## Situation et accès
Le boulevard AH Tammsaare  traverse les quartiers de Rannarajoon, Eeslinn et Mai.
Le boulevard commence à la rue Supelus tänav, se dirige vers le sud-est avant de se diriger vers le nord-est et de se terminer dans la rue Suur-Jõe tänav.
La longueur du boulevard est d'environ 2,5 km. 
La rue longe le parc de la plage de Pärnu. 
Sur le tronçon entre la rue Supelus tänav et la rue Kanali tänav, les voies du boulevard AH Tammsaare sont séparées par une large bande abritant une allée d'arbres et un sentier pédestre.

## Bâtiments remarquables et lieux de mémoire

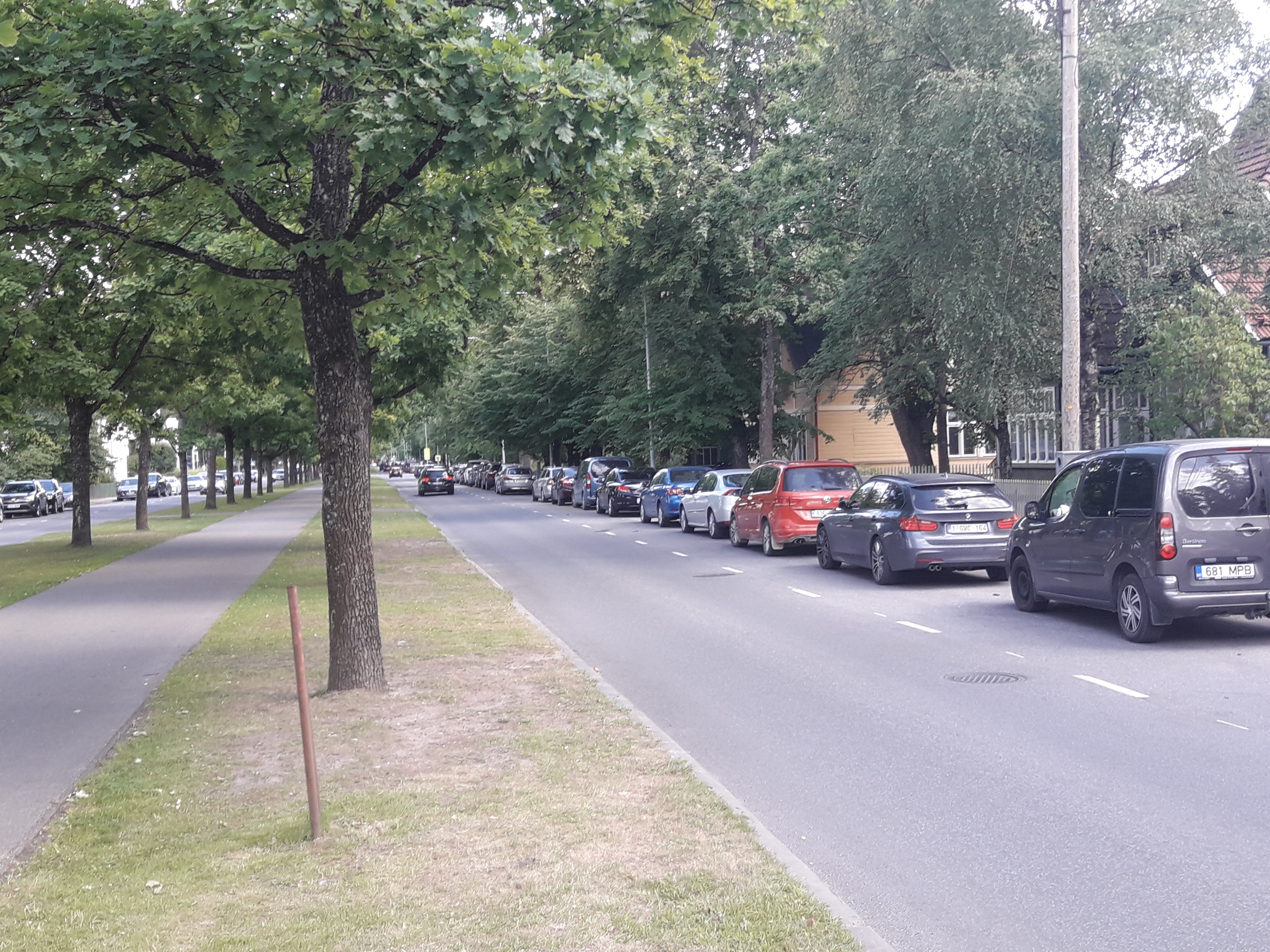
Tammsaare puiestee.
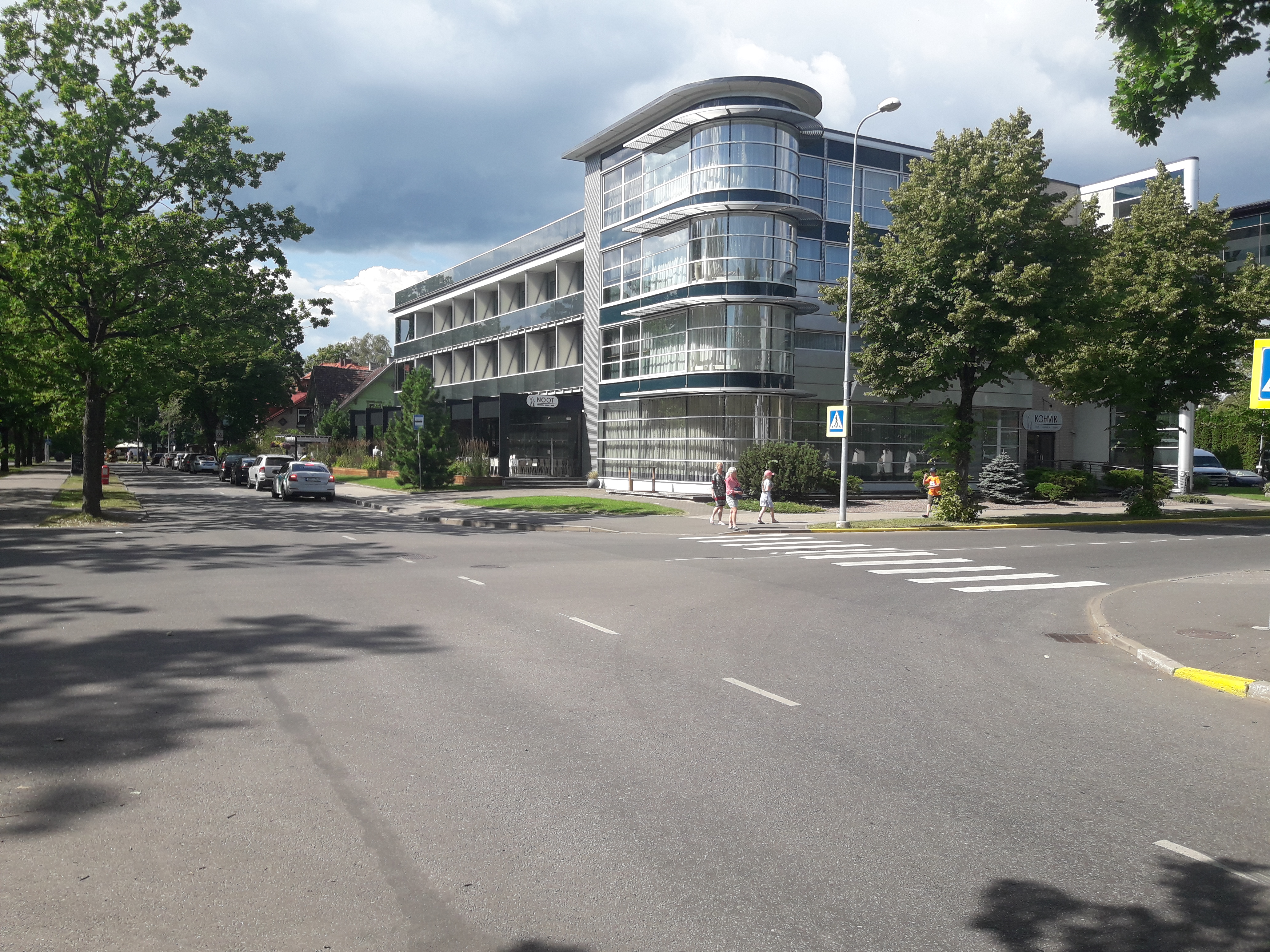
Tammsaare pst 4.
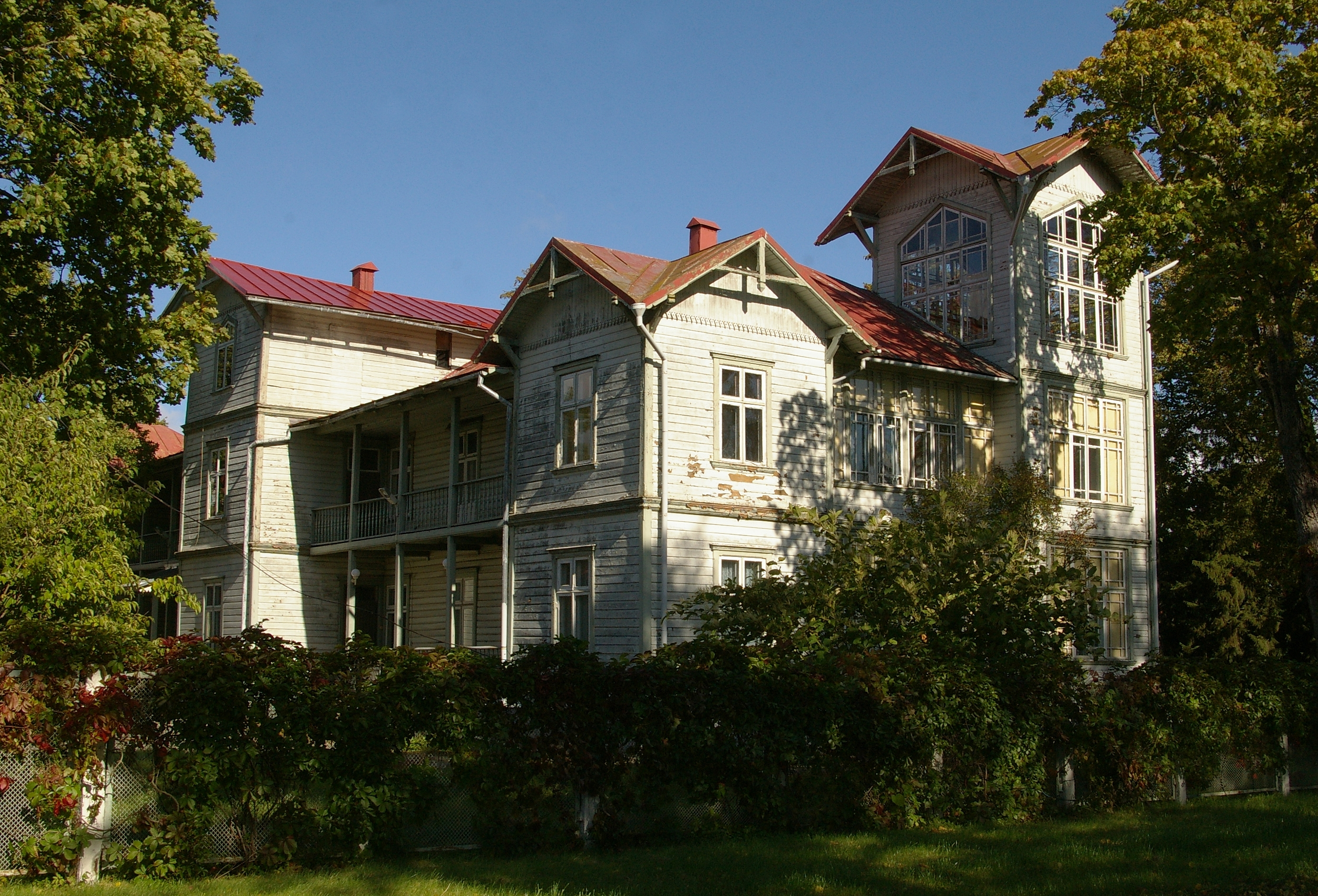
Tammsaare pst 11.